# Олисе, Азубуике
Азубуике Космас Сандей Олисе (англ. Azubuike Cosmas Sunday Oliseh; 18 ноября 1978, Абаво, Нигерия) — нигерийский футболист, полузащитник. Участник летних Олимпийских игр 2000 года.

## Биография
Азубуике Олисе родился 18 ноября 1978 года в нигерийском городе Абаво.

### Клубная карьера
Начал профессиональную карьеру в клубе чемпионата Нигерии — «Юлиус Бергер». В 1995 году стал игроком бельгийского «Андерлехта», где присоединился к своим соотечественникам Моби Опараку, Селестину Бабаяро и Джеймсу Обиоре. Однако в итоге в команде Олисе так и не стал игроком основного состава. Сыграв в чемпионате Бельгии в течение четырёх сезонов всего в 17 матчах, в которых забил 1 гол.
В 1999 году перешёл в нидерландский «Утрехт». В составе команды провёл три года и сыграл в 35 играх, забив 1 гол. В 2001 году находился на правах аренды играл за финский «Йокерит». В «Йокерите» он играл вместе с другим нигерийцем — Брайтом Игбинадолором, вместе с которым он играл на Олимпийских играх 2000 года. В августе 2001 года сыграл в двух матчах против киевского ЦСКА в рамках предварительного раунда Кубка УЕФА. По сумме двух игр финны уступили со счётом (0:4).
Летом 2002 года подписал контракт с командой «Розендал». В стане команды отыграл три сезона и являлся основным игроком. Летом 2005 года перешёл в кипрский АЕК из города Ларнака. Вместе с командой доходил до финала Кубка Кипра 2005/06, где АЕК уступил АПОЭЛю (2:3). Зимой 2008 года перешёл в бельгийский «Руселаре». В сезоне 2009/10 играл за «Ауд-Хеверле Лёвен» во втором бельгийском дивизионе. Завершил карьеру футболиста в кипрском «Эрмисе» в 2011 году. По окончании карьеры перешёл на работу тренера в одной из бельгийских команд в возрасте до 19 лет.

### Карьера в сборной
В составе национальной сборной Нигерии провёл всего 1 матч, 17 июня 2000 года в рамках квалификации на чемпионат мира 2002 против Сьерра-Леоне (2:0).
В августе 2000 году главный тренер олимпийской сборной Нигерии Йоханнес Бонфрере вызвал Азубуике на летние Олимпийские игры в Сиднее. В команде он получил 10 номер. В своей группе нигерийцы заняли второе место, уступив Италии, обогнав Гондурас и Австралию. В четвертьфинальной игре Нигерия уступила Чили со счётом (1:4). Олисе сыграл во всех трёх играх.

## Достижения
- Финалист Кубка Кипра (1): 2005/06

## Личная жизнь
Его братьями являются футболисты — Сандей Олисе и Егуту Олисе. Также Азубуике является дядей футболиста Секу Олисе.